# Chiesa di Nostra Signora di Sedlec
La chiesa di Nostra Signora di Sedlec è un edificio religioso situato a Kutná Hora, in Repubblica Ceca.
Il nome completo in ceco è: Kostel Nanebevzetí Panny Marie a svatého Jana Křtitele, ossia chiesa dell'Assunzione della Vergine Maria e di San Giovanni Battista.
Dal 1995, insieme al centro storico ed alla chiesa di Santa Barbara, forma uno dei patrimoni dell'umanità dell'UNESCO. 

## Descrizione

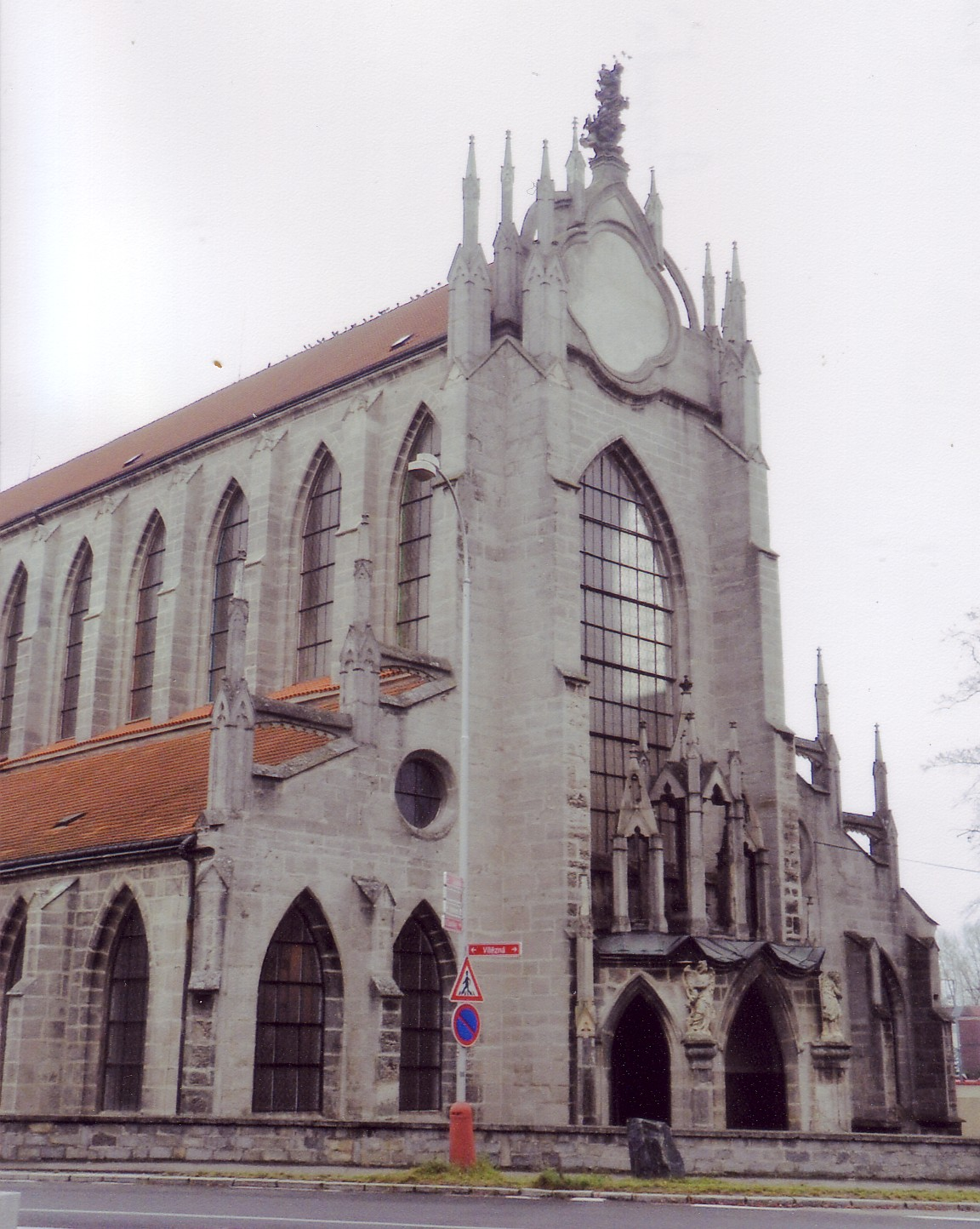
La cattedrale di Nostra Signora di Sedlec

Questa chiesa è un chiaro esempio della qualità raggiunta dall'architettura cistercense nel XIII secolo. Nel 1300 Venceslao II di Boemia costruì nel quartiere di Sedlec un importante monastero da offrire all'ordine religioso che supportava da sempre, i cistercensi. L'antica chiesa in stile romanico che occupava il luogo venne rasa al suolo per permettere la costruzione della nuova chiesa gotica.
La chiesa venne distrutta da un incendio nel 1421, durante la crociata Hussita, e restò in macerie fino al 1693, quando i lavori di ricostruzione vennero eseguiti da P.I. Bayer. In seguito alla creazione di un convento gesuita nel XVIII secolo, la chiesa venne modificata in stile barocco per mano dell'architetto Jan Blažej Santini-Aichel.
Santini è famoso per essere uno dei maggiori esponenti del movimento neogotico barocco di quel periodo, e la chiesa fu il primo edificio boemo costruito con questo stile. I lavori di Santini trasformarono l'originale struttura in tre absidi aggiungendone due, mentre al presbiterio venne aggiunta un'abside pentagonale.
L'edificio si trova 1,5 chilometri a nord-est rispetto al centro storico cittadino. La manutenzione del patrimonio è divisa tra lo stato centrale (5,8%), la città (10,5%), privati (76,8%), Chiesa cattolica (1,9%) ed altro (5%).

## Fonti
- Advisory Body Evaluation dell'UNESCO (PDF), su whc.unesco.org.